# Autumn Classic International
Autumn Classic International, anteriormente Skate Canada Autumn Classic, é uma competição internacional de patinação artística no gelo de níveis sênior e júnior, sediado na cidade de Montreal, Quebec, Canadá. Em alguns anos faz parte do calendário do Challenger Series.
A primeira edição foi disputada em 2014, sendo disputada até 2015 na cidade de Barrie, Ontário, com o nome de Skate Canada Autumn Classic. Em 2016, a competição voltou a fazer parte do calendário do Challenger Series, mudando de nome para Autumn Classic International, e de cidade, para Montreal, Quebec, Canadá. 

## Edições
| Ano  | Edição | Cidade sede | Sênior | Sênior | Sênior | Sênior | Júnior | Júnior | Ref   |
| Ano  | Edição | Cidade sede | M      | F      | P      | D      | M      | F      | Ref   |
| ---- | ------ | ----------- | ------ | ------ | ------ | ------ | ------ | ------ | ----- |
| 2014 | 1.ª    | Barrie      | •      | •      | •      | •      | –      | –      | [ 1 ] |
| 2015 | 2.ª    | Barrie      | •      | •      | •      | •      | •      | •      | [ 2 ] |
| 2016 | 3.ª    | Montreal    | •      | •      | •      | •      | •      | •      | [ 3 ] |
| 2017 | 4.ª    | Montreal    | •      | •      | •      | •      | •      | •      | [ 4 ] |
| 2018 | 5.ª    | Oakville    | •      | •      | •      | •      | –      | –      | [ 5 ] |

Legenda
- Parte do Challenger Series ISU
- –  Evento não disputado neste ano

## Lista de medalhistas

### Sênior

#### Individual masculino
| Evento                   | Ouro                        | Prata                        | Bronze                       |
| Barrie 2014 (detalhes)   | Ross Miner · Estados Unidos | Nam Nguyen · Canadá          | Jeremy Ten · Canadá          |
| Barrie 2015 (detalhes)   | Yuzuru Hanyu · Japão        | Nam Nguyen · Canadá          | Sean Rabbit · Estados Unidos |
| Montreal 2016 (detalhes) | Yuzuru Hanyu · Japão        | Misha Ge · Uzbequistão       | Max Aaron · Estados Unidos   |
| Montreal 2017 (detalhes) | Javier Fernández · Espanha  | Yuzuru Hanyu · Japão         | Keegan Messing · Canadá      |
| Oakville 2018 (detalhes) | Yuzuru Hanyu · Japão        | Cha Jun-hwan · Coreia do Sul | Roman Sadovsky · Canadá      |

#### Individual feminino
| Evento                   | Ouro                               | Prata                        | Bronze                             |
| Barrie 2014 (detalhes)   | Gabrielle Daleman · Canadá         | Angela Wang · Estados Unidos | Julianne Séguin · Canadá           |
| Barrie 2015 (detalhes)   | Elizabet Tursynbaeva · Cazaquistão | Haruka Imai · Japão          | Angela Wang · Estados Unidos       |
| Montreal 2016 (detalhes) | Mirai Nagasu · Estados Unidos      | Alaine Chartrand · Canadá    | Elizabet Tursynbaeva · Cazaquistão |
| Montreal 2017 (detalhes) | Kaetlyn Osmond · Canadá            | Mai Mihara · Japão           | Elizabet Tursynbaeva · Cazaquistão |
| Oakville 2018 (detalhes) | Bradie Tennell · Estados Unidos    | Evgenia Medvedeva · Rússia   | Maé-Bérénice Méité · França        |

#### Duplas
| Evento                   | Ouro                                        | Prata                                            | Bronze                                            |
| Barrie 2014 (detalhes)   | Meagan Duhamel · Eric Radford · Canadá      | Haven Denney · Brandon Frazier · Estados Unidos  | Jessica Calalang · Zack Sidhu · Estados Unidos    |
| Barrie 2015 (detalhes)   | Meagan Duhamel · Eric Radford · Canadá      | Marissa Castelli · Mervin Tran · Estados Unidos  | Jessica Pfund · Joshua Santillan · Estados Unidos |
| Montreal 2016 (detalhes) | Julianne Séguin · Charlie Bilodeau · Canadá | Vanessa James · Morgan Ciprès · França           | Marissa Castelli · Mervin Tran · Estados Unidos   |
| Montreal 2017 (detalhes) | Vanessa James · Morgan Ciprès · França      | Meagan Duhamel · Eric Radford · Canadá           | Julianne Séguin · Charlie Bilodeau · Canadá       |
| Oakville 2018 (detalhes) | Vanessa James · Morgan Ciprès · França      | Kirsten Moore-Towers · Michael Marinaro · Canadá | Haven Denney · Brandon Frazier · Estados Unidos   |

#### Dança no gelo
| Evento                   | Ouro                                             | Prata                                             | Bronze                                                   |
| Barrie 2014 (detalhes)   | Gabriella Papadakis · Guillaume Cizeron · França | Piper Gilles · Paul Poirier · Canadá              | Laurence Fournier Beaudry · Nikolaj Sørensen · Dinamarca |
| Barrie 2015 (detalhes)   | Nicole Orford · Asher Hill · Canadá              | Andréanne Poulin · Marc-André Servant · Canadá    | Karina Manta · Joseph Johnson · Estados Unidos           |
| Montreal 2016 (detalhes) | Tessa Virtue · Scott Moir · Canadá               | Kaitlin Hawayek · Jean-Luc Baker · Estados Unidos | Laurence Fournier Beaudry · Nikolaj Sørensen · Dinamarca |
| Montreal 2017 (detalhes) | Tessa Virtue · Scott Moir · Canadá               | Kaitlyn Weaver · Andrew Poje · Canadá             | Piper Gilles · Paul Poirier · Canadá                     |
| Oakville 2018 (detalhes) | Kaitlyn Weaver · Andrew Poje · Canadá            | Olivia Smart · Adrián Díaz · Espanha              | Carolane Soucisse · Shane Firus · Canadá                 |

### Júnior

#### Individual masculino júnior
| Evento                   | Ouro                           | Prata                              | Bronze                          |
| Barrie 2015 (detalhes)   | Cha Jun-hwan · Coreia do Sul   | Joseph Phan · Canadá               | Hugh Brabyn-Jones · Reino Unido |
| Montreal 2016 (detalhes) | Edrian Paul Celestino · Canadá | Mark Gorodnitsky · Israel          | Iliya Kovler · Canadá           |
| Montreal 2017 (detalhes) | Eric Liu · Canadá              | Beresford Louise Clements · Canadá | Iliya Kovler · Canadá           |

#### Individual feminino júnior
| Evento                   | Ouro                      | Prata                        | Bronze                     |
| Barrie 2015 (detalhes)   | Amanda Stan · Romênia     | Alicia Pineault · Canadá     | McKenna Colthorp · Canadá  |
| Montreal 2016 (detalhes) | Aurora Cotop · Canadá     | Olivia Gran · Canadá         | An So-hyun · Coreia do Sul |
| Montreal 2017 (detalhes) | Julie Froetscher · França | Jeon Su-been · Coreia do Sul | Hannah Dawson · Canadá     |